# Лєдогоров Ігор Вадимович
Лєдогоров Ігор Вадимович  (*9 травня 1932, Москва, РРФСР — †10 лютого 2005, Нова Зеландія) — радянський і  російський актор театру і кіно. Лауреат Державної премії Білоруської РСР (1974) і Державної премії РРФСР імені братів Васильєвих (1978). Заслужений артист РРФСР (1979). Народний артист РРФСР (1989).

## Життєпис
Народився 1932 р. в Москві. З початком війни разом з сім'єю опинився в евакуації в Ташкенті. У 1958 році закінчив Ташкентський політехнічний інститут, де був учасником драматичного гуртка.
У 1964 році закінчив Ташкентський театральний інститут. 
З 1967 року — актор Ленінградського театру імені Ленінського комсомолу.  
З 1969 року — актор Ленінградського театру імені Ленсовета.  
З 1971 р. — актор Центрального Театру Радянської Армії.
Зіграв у кіно і фільмах-спектаклях понад 60 ролей (переважно головних). Втілював на екрані образи військових, вчених, історичних особистостей, сильних і мужніх людей. Знімався в українському кінематографі.
У постперебудовний час, як і багато акторів його покоління, виявився непотрібним. Жив бідно і важко. У 1997 році, слідом за сином Вадимом, емігрував до Нової Зеландії. 
Помер 10 лютого 2005 р. 

## Фільмографія
- «Твої сліди» (1963)
- «Микола Бауман» (1967, Микола Бауман)
- «Перехідний вік» (1968)
- «Наші знайомі» (1968)
- «Засідка» (1969)
- «Потрійна перевірка» (1969, Микола Костянтинович Климов, контррозвідник)
- «Вальс» (1969, Микола Петрович Фролов)
- «Балада про Берінга і його друзів» (1970, Дмитро Овцин)
- «Руїни стріляють…» (1970—1972, підпільник Жан (Іван Костянтинович Кабушкин)
- «П'ятдесят на п'ятдесят» (1972)
- «Гарячий сніг» (1972, полковник Осін)
- «Товариш генерал» (1973, генерал Федір Михайлович Капітонов, командувач армією)
- «Георгій Сєдов» (1974, Г. Я. Сєдов)
- «Небо зі мною» (1974, Клинов)
- «Підлітки у Всесвіті» (1974, інопланетянин, батько Агапіта)
- «Від зорі до зорі» (1975, генерал Стуковський)
- «Іван і Коломбіна» (1975, Спиридонов)
- «День сімейного торжества» (1976, Петро Савичев)
- «Ніхто замість тебе» (1976, Григорій Чобану)
- «Легенда про Тіля» (1976, принц Оранський)
- «Життя і смерть Фердинанда Люса» (1976, Бауер)
- «По вовчому сліду» (1976, Макаров)
- «Фронт за лінією фронту» (1977, розвідник Афанасьєв-Райснер)
- «Портрет з дощем» (1977, Анатолій)
- «Луньов сьогодні і завтра» (1977, фільм-спектакль)
- «Пізня ягода» (1978, Попов)
- «Проводи» (1978, Ігор Горчаков)
- «Хода золотих звірів» (1978, археолог Зімін)
- «Твій син» (1978, Вадим Корольов)
- «Стійкий туман» (1978, фільм-спектакль, Рогачов)
- «На ринг викликається...» (1979, Бранін)
- «Поема про крила» (1979, Шевельов, соратник Туполєва)
- «Дим Вітчизни» (1980, старець Андрій)
- «Крізь терни до зірок» (1980, інопланетянин Ракан)
- «Карл Маркс. Молоді роки» (1980, Вейтлінг)
- «Вони були акторами» (1981, Рябінін)
- «Мир вашому дому» (1981, Вацлав Калиновський)
- «Козача застава» (1982, Терентій)
- «Про дивацтва любові» (1983, професор Травкин)
- «Стратегія перемоги» (1984, журналіст)
- «Відлуння» (1984, фільм-спектакль; генерал Раскатов)
- «Місто над головою» (1985, Ротов)
- «Новосілля» (1985, фільм-спектакль; прокурор)
- «Виконати свій обов'язок» (1985, фільм-спектакль; оповідач)
- «Замах на ГОЕЛРО» (1986, Леонід Петрович Базов, начальник особливого відділу ОДПУ)
- «Менший серед братів» (1986, Ілля Костянтинович, професор)
- «Голова Горгони» (1986, Андрій Вікторович Луконін)
- «Нехай я помру, господи...» (1988, головний режисер Степан Дьомін)
- «Приватний візит в клініку» (1988, Габеркорн)
- «Свята святих» (1989, фільм-спектакль)
- «Одкровення Іоанна Першодрукаря» (1991, князь Острозький)
- «Ніжний образ твій» (1991, фільм-спектакль; граф Любін)
- «Внутрішній ворог» (1993, фільм-спектакль)
- «Червона вишня»/Red cherry (1995, Білорусь—Китай—Росія; Ваткін)
- «Трибунал» (1995, Росія—Швеція; Голова суду)
- «Сезон полювання» (1997, генерал-полковник Іван Олексійович Вертлецький)
- «Чорний океан» (1998, начальник ГРУ)

Знявся в українських фільмах:
- «Хочу вірити» (1965, епіз.)
- «Ніжність до ревучого звіра» (1982, т/ф, 3 а, Донат Кузьмич Боровський)
- «Люди і дельфіни» (1983, т/ф, 4 с, Черников)
- «Далекий голос зозулі» (1985 т/ф 2 с, Зосим Федорович)
- «На крутозламі» (1985, Порфирій Іванович Шнайдрук)
- «Звіздар» (1986, т/ф, 3 с, Максим Соболєв)
- «Земляки» (1988, т/ф, Пастухов)
- «Увійди в кожен будинок» (1989, т/ф, 5 с, Прабатов)
- «Яри» (1990, т/ф, 4 с, Кабанов)

Озвучування:
- «На крутому переломі» (1986, док. фільм)
- «Свято неслухняності» (1977, мультфільм)
- «Фаворит» (1986, Лодж, роль Іона Унгуряну)

## Пам'ять
- 2006 — фільм «Ігор Ледогоров» в документальному телециклі (рос.)«Как уходили кумиры».